# 直居由美里
直居 由美里（なおい ゆみり、1956年 - ）は日本の風水建築デザイナー。著書などではユミリーの通称で知られる。直井由美里と名乗っていた時期もある。
建築に風水の要素を取り入れる。風水学や四柱推命占、易学を学び『波動表』という独自の理論を確立。
2011年1月からは京都造形芸術大学と東北芸術工科大学プロデュースの「東京芸術学舎」ライフスタイル学科にて風水の講座を開講。

## 著書
- 2011年 九星別ユミリー風水
- ユミリー風水恋を引き寄せる魔法のＣＤブック
- いい恋に出会える！ユミリーの恋愛風水の知恵88
- 夢が叶う！ユミリーのインテリア風水の知恵88
- ユミリーのしあわせ風水生活2010春夏
- ユミリー風水幸せの法則
- 望みを叶える風水生活 入門編
- 幸せになる! 風水の間取りとインテリア
- 頭が良くなる子供部屋の作り方があった!
- 望みを叶える風水生活
- 幸せを呼びこむ風水で収納と整理
- 幸運を呼びこむトイレ&水まわり掃除実践法
- 風水でつかむ天から降りそそぐ100万個の幸運
- 子どもを伸ばす! リフォームいらずの模様がえ
- ユミリー風水セラピー 88の幸福の鍵
- ユミリー風水幸せの相性
- ユミリーの恋愛風水
- 幸せになる! 風水の間取りとインテリア
- 九星別ユミリー風水
- 運気が上がる! ハッピー間取り&インテリア
- ユミリー風水・天中殺の運命
- 幸運を呼び込むユミリー流風水インテリアダイエット
- 幸運を引き寄せる家づくり

## エピソード
- 藤原紀香の著書『紀香魂』の中にも直居の名前が綴られており、親交がある。

藤原紀香、陣内智則との結婚を勧めたが、その後二人は離婚。離婚時には週刊誌にて二人のプライベートを暴露し批判を浴びた。
- 魔裟斗は会見で「風水の先生に見ていただいて結婚を決めました」と矢沢心との結婚を報告した。

- 横綱の白鵬と親交があり、結婚披露宴にも招待された。

- 花田勝の花田虎上への改名のアドバイスをした。花田虎上に改名後、運勢は良くない。

- 市川海老蔵と小林麻央の新居を設計しており、結婚披露宴にも招待された。

二人が住んでいた自宅は風水的には槍殺と呼ばれる凶相で、その他間取りも悪く、結婚後海老蔵の暴行事件や、自宅に車が突っ込む、麻央さんの病気などを呼び込んだ。
- はるな愛のお店のロゴマークをデザインしていて、はるな愛も風水を生活の中に取り入れている。

- 公表されている親交のある有名人は高橋ミカ、梨花、安藤和津、とよた真帆、川島なお美、関本賢太郎等。

最近はメディアに出る機会が減っている。

## 出演
- 魔女たちの22時（日本テレビ）
- ユミリーの素敵な扉（ニッポン放送）
- 徳光和夫のとくモリ！歌謡サタデー（2021年9月18日・ニッポン放送） - ゲスト（電話出演）